# جامع سرابي
جامع سرابي (بالفارسية: مسجد جامع سرابی) هو مسجد تاريخي يعود إلى عصر القاجاريين، ويقع في تويسركان.